# Gelson Martins
Gelson Dany Batalha Martins (Praia, 11 mei 1995) – alias Gelson Martins – is een Portugees voetballer die doorgaans als vleugelspeler speelt. Hij verruilde AS Monaco in 2024 voor Olympiakos Piraeus. Martins debuteerde in 2016 in het Portugees voetbalelftal.

## Clubcarrière
Gelson Martins werd geboren in Kaapverdië en verhuisde als tiener naar Portugal. Hij kwam in de jeugd uit voor CF Benfica en Sporting Lissabon. In maart 2014 sloot de vleugelspeler aan bij Sporting B en tekende hij een contractverlenging tot 2019. Op 24 augustus 2014 debuteerde hij voor het tweede elftal in de Segunda Liga tegen SC Olhanense. Op 21 januari 2015 maakte hij zijn opwachting in het eerste elftal in de bekerwedstrijd tegen CF Os Belenenses. Op 14 augustus 2015 debuteerde hij in de Primeira Liga, uit tegen CD Tondela.
In 2018 maakte hij de overstap naar Atlético Madrid. Die club verhuurde hem in 2019 aan AS Monaco, dat hem daarna definitief overnam. In 2024 tekende hij bij Olympiakos Piraeus.
In maart 2020 werd Martins voor zes maanden geschorst nadat hij als speler van Monaco tweemaal scheidsrechter Mikael Lesage had geduwd.

## Clubstatistieken
| Seizoen     | Club                | Competitie       | Competitie | Competitie | Competitie | Beker | Beker | Beker | Europa | Europa | Europa | Totaal | Totaal | Totaal |
| Seizoen     | Club                | Competitie       | Wed.       | Dlp.       | Ass.       | Wed.  | Dlp.  | Ass.  | Wed.   | Dlp.   | Ass.   | Wed.   | Dlp.   | Ass.   |
| ----------- | ------------------- | ---------------- | ---------- | ---------- | ---------- | ----- | ----- | ----- | ------ | ------ | ------ | ------ | ------ | ------ |
| 2014/15     | Sporting Lissabon B | Liga Portugal 2  | 40         | 6          | 10         | —     | —     | —     | —      | —      | —      | 40     | 6      | 10     |
| Club Totaal | Club Totaal         | Club Totaal      | 40         | 6          | 10         | 0     | 0     | 0     | 0      | 0      | 0      | 40     | 6      | 10     |
| 2014/15     | Sporting Lissabon   | Primeira Liga    | 0          | 0          | 0          | 2     | 0     | 0     | —      | —      | —      | 2      | 0      | 0      |
| 2015/16     | Sporting Lissabon   | Primeira Liga    | 29         | 4          | 1          | 6     | 2     | 1     | 7      | 1      | 2      | 42     | 7      | 4      |
| 2016/17     | Sporting Lissabon   | Primeira Liga    | 32         | 6          | 13         | 6     | 1     | 0     | 6      | 0      | 0      | 44     | 7      | 13     |
| 2017/18     | Sporting Lissabon   | Primeira Liga    | 31         | 8          | 9          | 8     | 2     | 1     | 13     | 3      | 3      | 52     | 13     | 13     |
| Club Totaal | Club Totaal         | Club Totaal      | 92         | 18         | 23         | 22    | 5     | 2     | 26     | 4      | 5      | 140    | 27     | 30     |
| 2018/19     | Atlético Madrid     | Primera División | 8          | 0          | 0          | 2     | 1     | 0     | 2      | 0      | 0      | 12     | 1      | 0      |
| Club Totaal | Club Totaal         | Club Totaal      | 8          | 0          | 0          | 2     | 1     | 0     | 2      | 0      | 0      | 12     | 1      | 0      |
| 2018/19     | → AS Monaco         | Ligue 1          | 16         | 4          | 2          | 1     | 0     | 2     | —      | —      | —      | 17     | 4      | 4      |
| 2019/20     | AS Monaco           | Ligue 1          | 21         | 4          | 1          | 2     | 0     | 0     | —      | —      | —      | 23     | 4      | 1      |
| 2020/21     | AS Monaco           | Ligue 1          | 23         | 3          | 4          | 4     | 0     | 0     | —      | —      | —      | 27     | 3      | 4      |
| 2021/22     | AS Monaco           | Ligue 1          | 19         | 3          | 2          | 2     | 0     | 0     | 8      | 1      | 0      | 29     | 4      | 2      |
| Club Totaal | Club Totaal         | Club Totaal      | 79         | 14         | 9          | 9     | 0     | 2     | 8      | 1      | 0      | 96     | 15     | 11     |
| TOTAAL      | TOTAAL              | TOTAAL           | 219        | 38         | 42         | 33    | 6     | 4     | 36     | 5      | 5      | 288    | 49     | 51     |

Bijgewerkt op 22 december 2019

## Interlandcarrière
Gelson Martins kwam uit voor diverse Portugese nationale jeugdelftallen. Hij maakte onder meer drie treffers in negen interlands voor Portugal –20. In 2014 verloor hij op het Europees kampioenschap voor spelers onder 19 jaar met Portugal –19 de finale van Duitsland –19. Onder leiding van bondscoach Fernando Santos maakte hij zijn debuut voor de nationale A-ploeg op vrijdag 7 oktober 2016, toen Portugal in Aveiro met 6–0 won van Andorra in een WK-kwalificatieduel. Hij viel in die wedstrijd na 72 minuten in voor Pepe. Martins nam in juni 2017 met Portugal deel aan de FIFA Confederations Cup 2017, waar de derde plaats werd bereikt. Portugal won in de troostfinale van Mexico (2–1 na verlenging).